# Бардынинский
Барды́нинский (устар. Бардынский банк) — ерик в России, протекает по Камызякскому району Астраханской области. Отделяется от рукава Большая Чёрная в дельте Волги. Устье ерика разветвляется на ерики Левый Бардынинский, Средний Бардынинский и Правый Бардынинский. Длина протоки составляет 4 км.

## Данные водного реестра
По данным государственного водного реестра России относится к Нижневолжскому бассейновому округу, водохозяйственный участок реки — Волга (дельта) от водомерного поста Верхнее Лебяжье и до устья. Речной бассейн реки — Волга от верхнего Куйбышевского водохранилища до впадения в Каспий.
Код объекта в государственном водном реестре — 11010002512112100013198.